# Čehovini
Čehovini – wieś w Słowenii, w gminie Komen. W 2018 roku liczyła 62 mieszkańców.